# Muscolo piccolo gluteo
Il muscolo piccolo gluteo è il più profondo dei tre muscoli della regione glutea. È di forma triangolare e posto profondamente al medio gluteo.

## Origine ed inserzione
Origina dalla faccia dorsale dell'osso dell'anca, nella regione compresa tra le linee glutee anteriore ed inferiore e dalla cresta iliaca. Il robusto tendine nei quali i fasci muscolari diretti in basso convergono, si inserisce sul margine anteriore del grande trocantere del femore.

## Azione
- Abduce e ruota internamente la coscia.
- Estende il bacino e lo inclina dal proprio lato quando prende punto fisso sul femore.
- Contribuisce al mantenimento della stazione eretta con la sua contrazione bilaterale.

## Innervazione
Il muscolo piccolo gluteo, come il muscolo medio gluteo e tensore della fascia lata, è innervato dal nervo gluteo superiore (L4,L5,S1).

## Vascolarizzazione
Analogamente al medio gluteo e al tensore della fascia lata, il muscolo piccolo gluteo è vascolarizzato dal ramo profondo dell'arteria glutea superiore.